# Faculté d'odontologie de Lille
La Faculté d'Odontologie de Lille ou Faculté de Chirurgie Dentaire de Lille est une unité de formation et de recherche située sur le campus du CHU de Lille. Elle appartient à l'université de Lille et fait partie de l'UFR3S : Sciences de la Santé et du Sport.
Une des particularités de la faculté est d’héberger en son sein le service d’Odontologie du CHU de Lille.

## Historique
La faculté d'odontologie de Lille est d'abord liée à l'histoire de la faculté de médecine, au sein de laquelle est autorisé l'enseignement dentaire, le 30 novembre 1903, grâce au docteur Abel Caumartin. Lille devient ainsi la seconde ville, après Nancy, à posséder un tel enseignement. Initialement appelée « Institut de stomatologie », l’école est finalement ouverte en 1935, boulevard Paul-Painlevé. Elle est néanmoins détruite pendant la guerre en 1944, puis reconstruite en 1965 place de Verdun près du centre hospitalier. Elle devient un centre de soin et est érigée en UER en 1970, sous la direction du professeur Marcel Lemaire. 
L’actuelle faculté d’odontologie se trouve dans l’ensemble hospitalo-universitaire conçu par l’architecte Jean Walter.

## Formation et recherche

### Formation initiale
La faculté d'odontologie prépare au diplôme d’État de docteur en chirurgie dentaire ainsi qu'à 4 diplômes universitaires, 2 attestations universitaires et 2 certificats d’études supérieures. La formation allie des cours fondamentaux, des enseignements dirigés, des travaux pratiques et des mises en situations professionnelles (à partir de la 4e année avec des activités cliniques dans le service d’odontologie du CHU).
Elle est en 2019, la faculté d'odontologie offrant le nombre le plus important de places en deuxième ou troisième année d'odontologie. En outre, elle est à la rentrée universitaire de 2020 la plus grande faculté d'odontologie de France en termes de formation initiale avec 795 étudiants, soit 9,14 % des étudiants en formation initiale,.

#### Formation post-universitaire
La formation post-universitaire proposée par la faculté englobe divers diplômes universitaires (DU) et formations attestantes. Cette série de formations vise à approfondir les connaissances des professionnels de la santé dentaire dans des domaines spécifiques.
Liste des Diplômes Universitaires :
- Diplôme Universitaire en Implantologie (DU implantologie) ;
- Diplôme Universitaire en Prothèse Amovible Complète (DU prothèse amovible complète) ;
- Diplôme Universitaire en Occlusodontie et Réhabilitation Orale Fonctionnelle (DU occlusodontie et réhabilitation orale fonctionnelle) ;
- Diplôme Universitaire en Occlusodontie et Équilibre Corporel (DU occlusodontie et équilibre corporel) ;
- Diplôme Universitaire en Biomimétique Esthétique et Numérique (DU biomimétique esthétique et numérique).

En complément des Diplômes Universitaires, des attestations sont délivrées pour attester de la maîtrise de compétences spécifiques. Ces attestations contribuent à la reconnaissance des compétences acquises dans le domaine de la santé bucco-dentaire.
Liste des Formations Attestantes :
- Attestation Universitaire Commune d'Implantologie ;
- Attestation Universitaire MEOPA ;
- Attestation Universitaire de Parodontie Clinique ;
- Attestation Universitaire des Risques Médicaux.

### Recherche

#### MABLab: Marrow Adiposity & Bone Laboratory
La faculté héberge en son sein le laboratoire MABLab (anciennement "Physiopathologies des Maladies Osseuses Inflammatoires - PMOI") UR 4490, une unité de recherche qui associe les personnes travaillant sur le tissu osseux à l’Université de Lille et à l’Université du Littoral Côte d’Opale,.
Le MABLab constitue une entité scientifique rassemblant des chercheurs issus de diverses disciplines, praticiens cliniciens (médecins et chirurgiens-dentistes) et experts non cliniciens (physiologistes et biologistes notamment). Leurs recherches sont centrées sur l'exploration des liens entre les tissus osseux et adipeux, ainsi que l'analyse de leurs implications dans la physiopathologie des affections liées au système osseux. 

##### Thèmes de recherche
Le projet scientifique s'intéresse particulièrement à l'hypothèse selon laquelle les altérations intra-osseuses (liées à l'adiposité médullaire et à ses répercussions sur l'inflammation) jouent un rôle important dans la physiopathologie de l'ostéoporose et de l'ostéonécrose. 
Trois pathologies sont plus spécifiquement étudiées : l'ostéoporose, l'ostéonécrose de tête fémorale ainsi que l'ostéonécrose des maxillaires.

## Vie étudiante

### Association Corporative des Étudiants en Chirurgie Dentaire de Lille
L'Association Corporative des Étudiants en Chirurgie Dentaire de Lille (ACECDL) a été fondée en 1963 et compte une trentaine d'étudiants actifs. Elle est chargée de la représentation des étudiants de la faculté auprès des institutions universitaires et de leur accompagnement tout au long de leur parcours académique. En outre, l'association promeut la coopération entre les étudiants en odontologie de Lille et leurs homologues des autres villes universitaires en France, ainsi qu'à l'étranger.

## Professeurs et étudiants célèbres
- Iris Mittenaere (1993 - )  Miss France 2016 et Miss Univers 2016
- Marine Delplace (2000 - ) chanteuse et gagnante de la Star Academy 2024